# Diaspora Yeshiva Band
 (août 2022).
Le groupe « Diaspora Yeshiva Band » ( hébreu : להקת ישיבת התפוצות   ) était un groupe de rock juif orthodoxe israélien fondé à la Yeshiva de la diaspora sur le mont Sion, à Jérusalem, par des étudiants du baal techouva aux États-Unis. Existant de 1975 à 1983, le groupe a infusé la musique rock et bluegrass avec des paroles juives, créant un style de musique qu'il a appelé « rock hassidique » ou « Country and Eastern »,. Le groupe était très populaire sur les campus universitaires du début au milieu des années 1980 et était bien connu à Jérusalem pour ses concerts du samedi soir au Tombeau de David. Il a eu une influence considérable sur la musique religieuse juive contemporaine, inspirant des groupes ultérieurs tels que Blue Fringe, 8th Day, Reva L'Sheva, Soulfarm, le Moshav Band et Shlock Rock . Quinze ans après sa dissolution, le leader du groupe Avraham Rosenblum a relancé le groupe sous le nom d'Avraham Rosenblum & Diaspora et a produit plusieurs autres albums.

## Histoire
La Yeshiva de la diaspora (ישיבת התפוצות) a été fondée en 1967 par le rabbin Mordechai Goldstein, un ancien élève de la Chofetz Chaim Yeshiva dans le Queens, New York, et un collègue du rabbin Shlomo Carlebach. Il s'appelait à l'origine « Toras Yisrael », et son programme formel de yeshiva se poursuit sous ce nom. C'est la seule institution juive située sur le mont Sion. L'actuel Rosh Yeshiva est le rabbin Its'hak Goldstein.
La yeshiva propose des programmes allant du judaïsme de base au Talmud avancé - employant une méthodologie basée sur Ramchal (voir Torah study § La méthode Luzzatto ) – et met l'accent sur le mussar, ou le développement du caractère. Son offre principale est son programme post-lycée d'un an. Machon Roni un séminaire féminin de Torah, fonctionne en parallèle.
Diaspora Yeshiva a été créée en tant que yeshiva de proximité pour les baalei teshuva. À la différence des académies rabbiniques traditionnelles, la yeshiva a atteint de jeunes hommes juifs qui n'avaient jamais été exposés à l'étude traditionnelle de la Torah ou du Talmud. Il offrait des cours d'introduction et intermédiaires ainsi qu'une acclimatation à un mode de vie juif orthodoxe. Pour attirer les étudiants qui s'identifiaient à la sous-culture hippie répandue sur les campus universitaires américains à cette époque, la yeshiva a adopté une approche néo-hassidique. Les élèves étaient encouragés à garder leurs cheveux longs et leurs instruments de musique.
De nombreux étudiants étaient des musiciens professionnels ou semi-professionnels, et plusieurs collaborations musicales ont vu le jour dans les dortoirs de la yeshiva. En 1975, l'étudiant Avraham Rosenblum, un guitariste rock qui avait fondé son propre groupe à New York en 1970, fonda le « Diaspora Yeshiva Band »,. Le groupe est devenu un outil de sensibilisation pour d'autres étudiants hippies et, plus tard, des chercheurs post-hippies, utilisant la musique juive pour les attirer dans le milieu d'étude de la Torah,.
Le groupe « Diaspora Yeshiva Band » a organisé son premier concert à la salle Beit Ha'Am dans le quartier Nachlaot de Jérusalem pendant Hanukkah 1975. Après cela, le groupe est devenu bien connu pour ses concerts hebdomadaires du samedi soir organisés dans une salle adjacente au tombeau de David (situé dans la même cour que la yeshiva) sur le mont Sion,,. Ces concerts ont attiré la jeunesse laïque américaine, britannique et française; les étudiants de la yeshiva et du séminaire ; et des soldats israéliens. Les membres du groupe ont continué à jouer avec le groupe même après s'être mariés et avoir commencé à étudier au kollel.
Le groupe a sorti son premier album en 1976,. En 1977, il a été invité à participer au Hasidic Song Festival, un concours israélien qui s'est déroulé de 1969 à 1984 et qui a été diffusé à la télévision nationale. Diaspora a été le premier groupe de yeshiva à se produire lors de cet événement musical largement profane et a remporté le premier prix pour sa chanson « Hu Yiftach Libeinu » (Il ouvrira nos cœurs). Des entrevues dans les médias populaires ont suivi, augmentant la notoriété du groupe et le nombre de visiteurs des concerts du samedi soir. Le groupe a été invité à nouveau pour le Festival de la chanson hassidique de 1978 et a remporté le premier prix pour sa chanson « Malchutcha » (Votre souveraineté).
Le groupe entame sa première tournée nord-américaine en 1979, visitant 26 villes. Il a ensuite fait une tournée aux États-Unis, au Canada, en Europe et en Afrique du Sud lors de cinq tournées supplémentaires,. Le groupe était très populaire sur les campus universitaires du début au milieu des années 1980,.
Dans les années 1980, le batteur de Lynyrd Skynyrd Artimus Pyle est venu étudier dans la Yeshiva de la diaspora pendant plusieurs années. Il a joué avec le groupe et a légué sa batterie à la yeshiva,. En 1987, le Diaspora Yeshiva Band s'est produit et a été interviewé dans la série Musical Passport de MTV, Rock Israel, dans le cadre de la couverture de la visite de Tom Petty and the Heartbreakers en Israël et en Égypte,. Le chef du groupe Avraham Rosenblum a été filmé en compagnie de Tom Petty, Benmont Tench et Roger McGuinn au Mur occidental.
Le Diaspora Yeshiva Band a sorti un total de six albums,. Il s'est dissous en 1983, lorsque ses membres ont commencé à poursuivre à la fois des carrières en solo et des carrières dans l'apprentissage et la sensibilisation de la Torah.

### Réunions
En décembre 1992, le groupe s'est réuni pour une tournée de retrouvailles d'un mois commençant par une représentation au Carnegie Hall,. Il s'est réuni à nouveau en 1996 avec un spectacle au Town Hall de New York.
En 2014, Rosenblum, Simcha Abramson, Gedaliah Goldstein, Ruby Harris et Menachem Herman se sont produits au concert HASC 27 au Lincoln Center,. Cette même année, le groupe a organisé un autre concert de retrouvailles à la Congrégation Shomrei Emunah à Baltimore, dont Rosenblum est membre.

### Avraham Rosenblum et la diaspora
En 1998, le leader du groupe Avraham Rosenblum et son fils, le batteur Moe Rosenblum, ont relancé le groupe sous le nom d'Avraham Rosenblum & Diaspora et ont produit l'album Jerusalem is Calling,,. Le duo a ensuite produit The Diaspora Collection (2000), un double CD remasterisé numériquement des succès du Diaspora Yeshiva Band, et Kedem (2003), un album contenant du matériel solo d'Avraham Rosenblum,,.

## Style de musique
Les membres du groupe considéraient leur musique comme un moyen d'exprimer leur nouveau lien avec Dieu, le peuple juif et la Terre d'Israël dans un médium qu'ils connaissaient,. Leurs arrangements reflétaient les tendances musicales de la culture laïque américaine de la fin des années 1960 et du début des années 1970. Le répertoire du groupe comprenait du rock, du soft rock, de l'acid rock, du country, du bluegrass, du blues, du folk, du jazz, du klezmer et des ballades yiddish,,,,. Strom décrit leur musique comme mélangeant « un son rock 'n' roll de San Francisco avec de la musique israélienne, moyen-orientale et hassidique ».
L'instrumentation comprenait la guitare électrique, la guitare rythmique, la guitare basse, le saxophone, le violon, le banjo et la batterie,. Le groupe était connu pour ses harmonies de guitare et son jeu d'instrument virtuose,.
Par contre, les paroles exprimaient les valeurs juives. Les paroles étaient à la fois originales et tirées de la Torah et du Livre des Psaumes,. Le groupe a chanté en hébreu, en yiddish et en anglais. Leur présence sur scène a également démenti l'image traditionnelle du groupe de rock : ils arboraient des barbes pleines, des payot et des tzitzit et s'habillaient de la tenue de couleur foncée typique des étudiants de la yeshiva,.

## Influences
Le Diaspora Yeshiva Band était considéré comme un groupe influent dans l'histoire de la musique religieuse juive contemporaine. Les groupes qui les nomment comme source d'inspiration incluent Blue Fringe, 8th Day, et Shlock Rock,. Outre Rosenblum, d'autres membres originaux du groupe qui ont poursuivi une carrière solo incluent Ruby Harris, fondateur du Ruby Harris Electric Violin Blues Band à Chicago, Adam Wexler, cofondateur de Reva L'Sheva, et le rabbin Moshe Shur, fondateur du Moshe Shur Band et de Moshe Shur and Sons. Les fils du membre original du groupe Ben Zion Solomon incluent Noah Solomon de Soulfarm, Yehuda Solomon de Moshav Band et Nachman Solomon de Hamakor,,.

## Personnel
Les six membres fondateurs du Diaspora Yeshiva Band étaient, :
- Avraham Rosenblum – guitare
- Ben Zion Solomon – violon, banjo
- Simcha Abramson – saxophone, clarinette
- Ruby Harris – violon, mandoline, guitare, harmonica
- Adam Wexler – basse
- Gedalia Goldstein – batterie

Les étudiants-musiciens qui ont joué avec le groupe à différents moments entre 1973 et 1986 incluent : Beryl et Ted Glaser, Shimon Green, Isser Blum, Amram Hakohen, Menachem Herman, Yochanan Lederman, Tzvi Miller, Yosil Rosenzweig, Chaim-Dovid Saracik et le rabbin Moshé Shur.

## Discographie

### Diaspora Yeshiva Band
- Le groupe de la diaspora Yeshiva (1976)
- Melave Malka / Une Mitsva avec amour (1977)
- À la porte du retour (1978)
- Un aperçu de la lumière (1979)
- En direct du tombeau du roi David (1980)
- Terre de nos pères (1981)
- Diaspora en direct sur le mont Sion (1982)
- La dernière diaspora (1983)
- Vivre à la Renaissance (1987)
- Torah Music (nouveaux membres de la Yeshiva) (1991)
- La Réunion - Live au Carnegie Hall (1992)
- La collection de la diaspora (2000)

### Avraham Rosenblum et Diaspora
- V'hoshienu (album solo) (1988)
- Jérusalem appelle (1998)
- Kedem (2003)